# Summit, Quận Langlade, Wisconsin
Summit là một thị trấn thuộc quận Langlade, tiểu bang Wisconsin, Hoa Kỳ. Năm 2010, dân số của thị trấn này là 156 người.